# Paris Model
Paris Model (br: Modelos de Paris) é um filme estadunidense de 1953 dirigido por Alfred E. Green e estrelado por Marilyn Maxwell, Paulette Goddard e Eva Gabor.